# Artistic Pool
Als Artistic Pool bezeichnet man eine besondere Spielart des Poolbillards, bei dem kuriose und scheinbar unmögliche Kunststöße gezeigt werden. Ziel des Spieles ist es, vorgegebene Stöße aus einem Katalog zu bewältigen. In der Regel hat man drei Versuche für die Ausführung eines Stoßes, jedoch gibt es nur volle Punktzahl, wenn man ihn gleich im ersten Versuch schafft. Die Stöße werden in 8 verschiedene Disziplinen unterteilt, die Trick and fancy, Prop/Novelty and Special Arts, Draw,
Follow, Bank/Kick, Stroke, Jump und Masse heißen. Für jeden Stoß gibt es, je nach Schwierigkeit, zwischen sechs und zehn Punkte (analog zum Billard Artistique).
Artistic Pool ist eng mit dem Trickshot und dem Billard Artistique verwandt, die ähnlich funktionieren, allerdings auf einem Snookertisch beziehungsweise auf einem Karamboltisch gespielt werden.
Der Sport wird von der World Pool-Billiard Association und der, in den USA angesiedelten, Artistic Pool & Trick Shot Association organisiert.
Seit 2000 wird zumeist jährlich eine Artistic-Pool-Weltmeisterschaft ausgetragen. Rekordweltmeister sind die Amerikaner Mike Massey und Andy Segal mit jeweils vier Titeln. Weltmeister 2019 und 2022 war der Taiwaner Lin Chi-ming. Weltmeister 2023 ist Florian Kohler aus Frankreich, der in den USA lebt.
2024 wurde eine neue WPA-Weltmeisterschaft im Artistic Blackball initiiert.